# Gobio macrocephalus
Gobio macrocephalus — риба з роду пічкурів, родини пічкурових. Зустрічається у басейні річки Туманна, в Південній Кореї та Китаї. Прісноводна демерсальна риба до 14 см завдовжки.